# Thomas B. Curtis

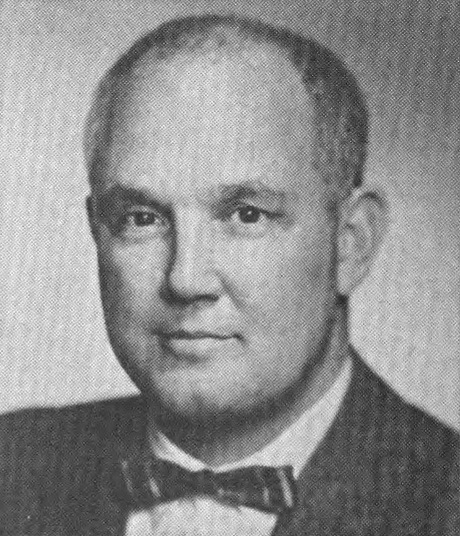
Thomas B. Curtis

Thomas Bradford Curtis (* 14. Mai 1911 in St. Louis, Missouri; † 10. Januar 1993 in Allegan, Michigan) war ein US-amerikanischer Politiker. Zwischen 1951 und 1969 vertrat er den Bundesstaat Missouri im US-Repräsentantenhaus.

## Werdegang
Thomas Curtis besuchte die öffentlichen Schulen in Webster Groves und studierte danach am Dartmouth College in Hanover (New Hampshire). Nach einem anschließenden Jurastudium an der Washington University in St. Louis und seiner 1934 erfolgten Zulassung als Rechtsanwalt begann er in St. Louis in diesem Beruf zu arbeiten. Im Jahr 1942 war er Mitglied im Wahlausschuss des St. Louis County. Während des Zweiten Weltkrieges diente Curtis zwischen 1942 und 1945 in der US Navy. Zwischen 1947 und 1950 war er Mitglied einer Kommission zur Überarbeitung der Staatsgesetze von Missouri.
Politisch war Curtis Mitglied der Republikanischen Partei. Bei den Kongresswahlen des Jahres 1950 wurde er im zwölften Wahlbezirk von Missouri in das US-Repräsentantenhaus in Washington, D.C. gewählt, wo er am 3. Januar 1951 die Nachfolge von Raymond W. Karst antrat. Nach acht Wiederwahlen konnte er bis zum 3. Januar 1969 neun Legislaturperioden im Kongress absolvieren. Seit 1953 vertrat er dort als Nachfolger von Morgan M. Moulder den zweiten Distrikt seines Staates. In seine Zeit als Kongressabgeordneter fielen unter anderem der Koreakrieg, die Bürgerrechtsbewegung und der Beginn des Vietnamkrieges. Außerdem wurden damals der 22., der 23., der 24. und der 25. Verfassungszusatz ratifiziert.
1968 verzichtete Thomas Curtis zu Gunsten einer dann erfolglosen Kandidatur für den US-Senat auf eine weitere Bewerbung für das US-Repräsentantenhaus. In den Jahren 1964, 1976 und 1980 war er Delegierter zu den jeweiligen Republican National Conventions. Zwischen 1969 und 1973 war er Vizepräsident und Rechtsberater in Diensten der Encyclopædia Britannica. Im Jahr 1974 kandidierte er nochmals für den US-Senat, unterlag aber Amtsinhaber Thomas Eagleton. Zwischenzeitlich war er in den Jahren 1972 und 1973 Vorsitzender der Corporation for Public Broadcasting. Von 1975 bis 1976 gehörte er der Bundeswahlkommission an; außerdem war er Berater der Bundesvereinigung für Technik- und Handelsschulen (National Association of Technical and Trade Schools). Thomas Curtis starb am 10. Januar 1993 in Allegan.